# Dipartimento di Diamaré
Il dipartimento di Diamaré è un dipartimento del Camerun nella Regione dell'Estremo Nord.

## Comuni
Il dipartimento è suddiviso in 7 comuni:
- Bogo
- Dargala
- Gazawa
- Maroua
- Meri
- Ndoukoula
- Petté